# 新堀川 (津島市・愛西市)

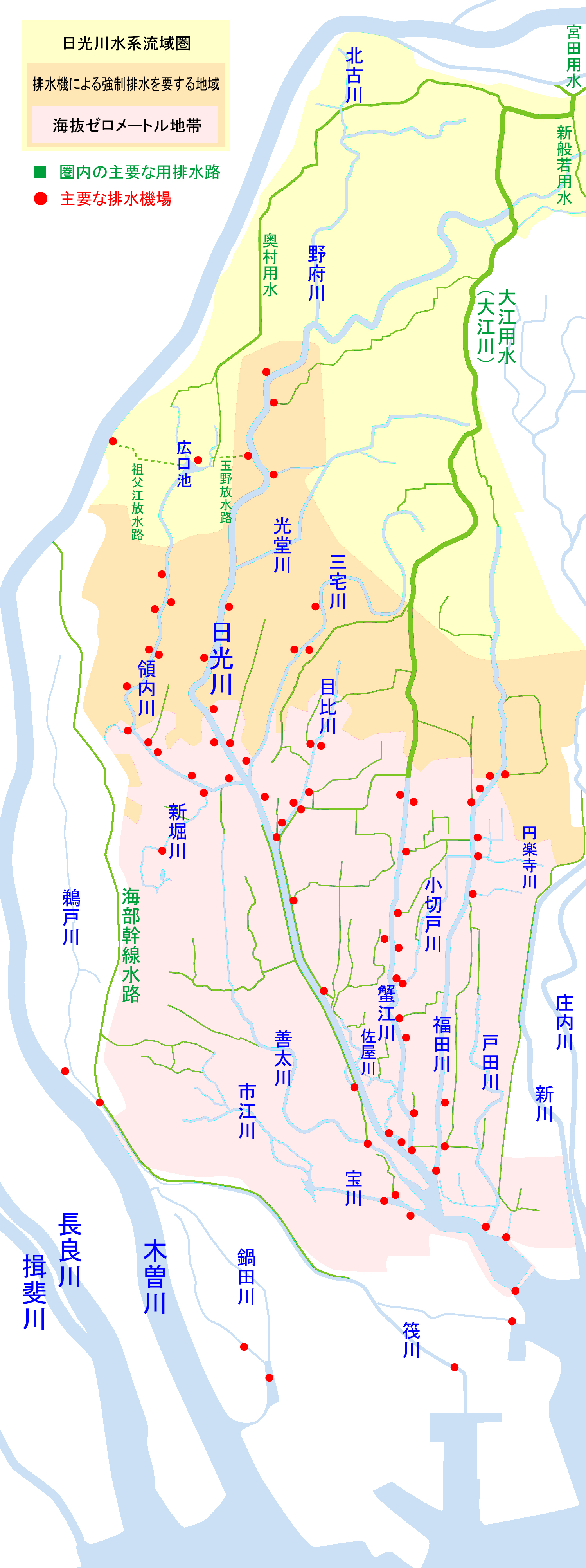
日光川水系の概略図

新堀川（しんぼりかわ）は、日光川水系の二級河川。愛知県津島市・愛西市を流れる。領内川を経て日光川に合流する2次支川。

## 地理
愛知県津島市宮川町の天王川公園の「丸池」に接続する旧天王川跡を水源とする。天王川公園南端部に発して西に流れ、一部暗渠となって津島神社の西側から北側に流れ、津島市又吉町付近からはかつての天王川左岸堤防の兼平堤に沿って北向きに流れを変え、愛西市六輪町付近で領内川に合流する。